# Canal+ Horizons
 (octobre 2021).

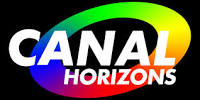
Logo officiel de la chaîne de télévision Canal+ Horizons.

Canal+ Horizons est une chaîne de télévision diffusée à l'origine sur le continent africain et au Proche-Orient à partir du 18 avril 1990 sous le nom de Canal Horizons. Elle est créée en déclinaison de Canal+ et constitue désormais la chaîne premium du bouquet Canalsat Horizons. Elle appartient à la société Groupe Canal +.

## Historique
Serge Adda est le directeur général de la chaîne dès 1990 sous la présidence de Catherine Tasca. Il préside au démarrage des émissions terrestres au Sénégal en 1991, en Tunisie en 1992 et en Côte d'Ivoire en 1994. Il est ensuite président-directeur général de 1997 à 2001.
L'arrivée de la chaîne révolutionne le paysage audiovisuel africain. Le succès est fulgurant en Tunisie avec un pic de 65 000 abonnés au milieu des années 1990 avant l'arrivée du piratage et de la concurrence des télévisions par satellite. Ce phénomène conduit à l'arrêt de la diffusion le 16 octobre 2001 sur le satellite Hot Bird, marquant la fin de la présence de la chaîne au Maghreb et au Proche-Orient ainsi que de sa diffusion hertzienne en Tunisie et le recentrage de la chaîne sur l'Afrique. Canal Horizons développe une programmation audacieuse[non neutre] alliant sport, en particulier le football, et cinéma arabe et africain par la coproduction de 200 documentaires et longs-métrages.
En 2001, Canal Overseas devient éditeur et opérateur de Canal+ Horizons en Afrique à travers sa filiale MultiTV Afrique, laquelle lance en 2002 le bouquet Canal+ Horizons dans plus de 20 pays d'Afrique subsaharienne et de l’ouest. Canal+ Horizons couvre alors plus de 40 pays d'Afrique.
En 2008, MultiTV Afrique devient Canal Overseas Africa, aujourd'hui filiale de Canal+ Overseas.
Canal+ Overseas, filiale du groupe Canal+, est leader[réf. nécessaire] dans la télévision payante en Afrique francophone avec une présence dans plus de vingt-cinq pays d’Afrique centrale et de l’Ouest, ainsi qu’à Madagascar.
Le lancement de A+[Quoi ?], en octobre 2014, permet d’enrichir considérablement la qualité et le contenu des offres proposées[non neutre]. D’autre part, la prise de participation majoritaire de Canal+ Overseas dans le capital de THEMA accélère sa stratégie de développement. Canal+ Overseas compte près de 1,6 million d’abonnés sur le continent africain fin 2014.
En 2015, Canalsat Afrique devient Les Bouquets CANAL+, une offre comprenant une variété de chaînes et radios africaines, nationales ou privées. Plus de 45 chaînes et plus de 30 radios africaines sont accessibles dès l'offre d'entrée de gamme. Ces bouquets permettent ainsi aux abonnés des zones reculées de certains pays d'accéder à des chaînes nationales qui jusqu'alors n'étaient pas diffusées dans leur région.
Le groupe compte plus de 1 500 000 abonnés en Afrique et a créé à travers ses activités plus de 5 500 emplois, directs et indirects, sur le continent.[réf. nécessaire]
En 2016, Canal+ Overseas lance easy.tv, le nouveau bouquet TNT Congo Pointe-Noire, qui propose 30 chaînes internationales et locales.